# Kuala Krai (district)
Kuala Krai is een district in de Maleisische deelstaat Kelantan.
Het district telt 109.000 inwoners op een oppervlakte van 1300 km².